# 초르노빌 전투
초르노빌 전투(우크라이나어: Бої за Чорнобиль) 또는 체르노빌 전투(러시아어: Бои за Чернобыль)는 2022년 2월 24일 러시아의 우크라이나 침공 첫날 체르노빌 제외구역에서 러시아 육군과 우크라이나 육군이 충돌한 전투이다. 러시아는 단 하루만에 이 지역을 장악했으나, 이후 러시아군이 키이우 일대에서 전면 철군하면서 우크라이나군이 승리하게 되었다.

## 배경
1986년 체르노빌 원자력 발전소 사고 당시, 체르노빌 원자력 발전소에서 많은 양의 방사성 물질이 주변 환경으로 누출되었다. 폭발한 원자로를 둘러쌓은 반경 30km의 지역은 소련 당국에 의해 대피 및 봉쇄되었다. 소련이 해체된 후, 이 지역은 새롭게 독립한 우크라이나의 일부가 되었고 우크라이나 국가비상대책본부가 관리하게 되었다.

## 전투
2월 24일 오후, 2022년 러시아의 우크라이나 침공 첫날, 우크라이나 정부는 러시아군이 체르노빌 제외 구역을 점령하기 위해 공격을 개시했다고 발표했다. 하루가 끝날 무렵, 우크라이나 정부는 러시아군이 체르노빌을 점령했다고 발표했다. 포격이 방사성 폐기물 저장장소를 강타하고 방사능 증가가 관측된 것으로 알려졌다.
러시아가 제외구역을 점령한 데 이어 미 정부는 "러시아 군인들이 현재 체르노빌 시설의 직원들을 인질로 잡고 있다는 믿을 만한 보도"를 발표했다.
하지만 이후 러시아군이 키이우 일대에서 전면 퇴각하면서 초르노빌 지역에서도 철수하게 되었다. 러시아군이 철수하면서 일부 인원이 방사능에 피폭된 것으로 추정된다.

## 반응
볼로디미르 젤렌스키 우크라이나 대통령은 러시아가 이 지역을 점령한 것은 "유럽 전체에 대한 선전포고"라고 말했다.
미하일로 포돌라크 우크라이나 대통령 집무실장은 "구 체르노빌 원전, 감금, 핵폐기물 저장시설 등의 상태는 알 수 없다"고 말한 것으로 전해졌다. 그러나, 국제원자력기구(IAEA)는 "산업 현장에서 인명피해나 파괴는 없었다"며 "어떤 식으로든 그 지역의 안전하고 안전한 핵시설 운영이 영향을 받거나 방해받지 않는 것이 매우 중요하다"고 밝혔다.

## 분석
벤 하지스 미국 유럽-아프리카 육군 사령관은 "제외 구역의 위치가 중요하다. 만약 러시아군이 북쪽에서 키예프를 공격하고 있었다면 체르노빌이 그 길목에 있을 것"이라 말했다. 에블린 파르카스 전 미 국방부 부차관보는 러시아군이 "수도를 포위하려 한다"며 우크라이나 전쟁의 경우 "방사능 유출을 원치 않는다"고 말했다.
우크라이나 내무부 고문 안톤 헤라슈첸코는 "만약 점령군의 포격이 핵폐기물 저장시설을 타격한다면 방사능 먼지가 우크라이나, 벨라루스를 비롯한 유럽 각국을 뒤덮을 수 있다"고 말했다.

## 같이 보기
- 러시아의 우크라이나 침공이 원자력 발전소에 끼친 영향